# André Desrochers
Pour les articles homonymes, voir Desrochers.
André Desrochers est un chercheur québécois possédant une expertise en ornithologie et en écologie.
En 2015, il œuvre depuis près de trente ans dans ces domaines de recherche. Depuis le milieu des années 1990, il œuvre aussi à promouvoir la conservation de l'environnement à travers diverses organisations.

## Années de jeunesse
D'une passion à l'autre
Ce fut d'abord l'astronomie qui passionna le jeune André :
"J’ai toujours été fasciné par le ciel. Cette fascination remonte aux soirées passées dehors à chercher les constellations, le tome 9 de l’Encyclopédie de la jeunesse de la maison d’édition Grolier en main. J’avais 10 ans".
Puis, un beau jour, alors entré de plain-pied dans l'adolescence, tout a basculé pour lui, se découvrant soudainement une nouvelle passion :
"C’est par une chaude soirée de mes 16 ans, lors d’une pluie de météorites, les Perséides, que mon attention de scientifique en herbe a soudainement dévié vers le monde des oiseaux. Ce soir-là, des oiseaux migrateurs nocturnes, surtout des parulines et des grives, dont les brefs sifflements émanaient de nulle part, semblaient s’abattre tout autour de moi et de mon télescope rudimentaire, un Newton de 3 pouces. Quelques années plus tard, le Saint-Laurent, ce grand attracteur d’oiseaux, a scellé pour de bon ma passion pour ces derniers".

## Parcours académique
Après des études en biologie à l'Université Laval (Québec) et en zoologie à l'Université de l'Alberta (Canada), il obtint un doctorat en zoologie à l'Université de Cambridge (Royaume-Uni). Après trois stages postdoctoraux, en zoologie à l'Université de Cambridge pour le premier (1991), les deux autres à l'Université Laval dont l'un en biologie (1992-1993) et l'autre en phytologie (1993-1994), il fut chercheur invité d'abord au département d'écologie et systématique de l'Université d'Helsinki en Finlande (2001-2002) puis au laboratoire d'ornithologie de l'Université Cornell aux États-Unis, le Cornell Lab of Ornithology (2008-2009). Il est membre distingué (fellow) de l'American Ornithological Society.

## Activités professionnelles

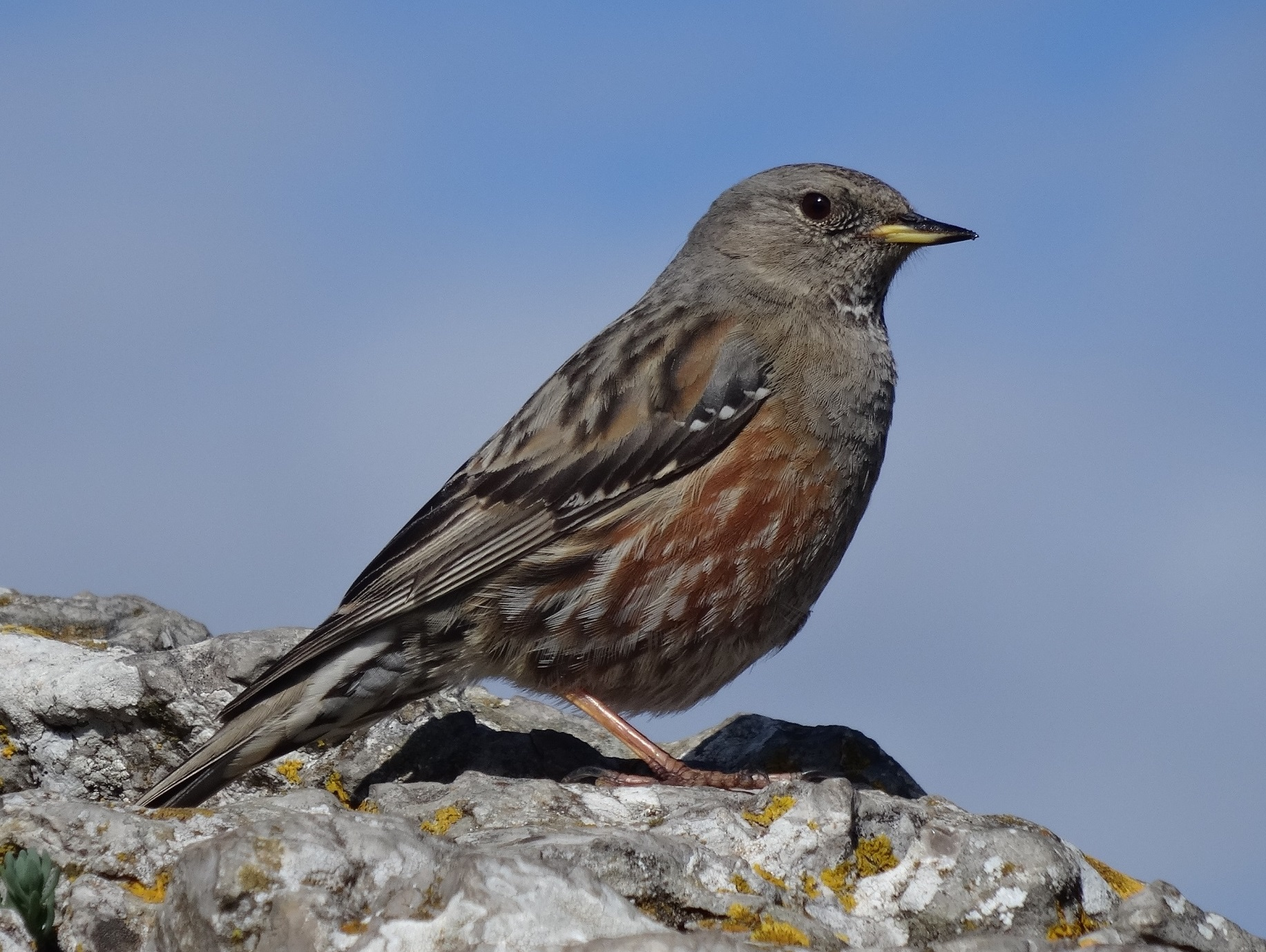
L'Accenteur alpin (Prunella collaris), l'une des espèces étudiées par André Desrochers

Ses travaux portent avant tout sur l’impact des pratiques forestières sur le comportement, l’écologie et l’évolution rapide des oiseaux et des mammifères. La modélisation statistique est un thème récurrent de ses travaux.
Ses domaines d'expertise sont les suivants :
- aménagement et urbanisme ;
- analyse spatiale ;
- écologie animale (oiseaux, mammifères) ;
- sylviculture et faune ;
- écologie du paysage ;
- protection des espèces de la faune et de la flore[5].

Plus précisément, les créneaux qui orientent sa recherche se regroupent en trois sous-disciplines de l'écologie :
- la fragmentation des habitats ;
- l'écologie des paysages hivernaux ;
- l'écologie des oiseaux des tourbières[6].

Il a publié depuis le début de sa carrière plus d'une centaine d’articles scientifiques et chapitres de livres lesquels ont été cités plus de 4000 fois dans la littérature scientifique. Côté livres justement, il a participé à la rédaction d'une quinzaine d'ouvrages, seul ou en collaboration avec d'autres auteurs,. Outre ces recherches, il participe à un projet de recherche international, le Boreal Avian Modelling (BAM) Project, faisant partie du comité technique. Il enseigne présentement à l'Université Laval (Québec) tout en assumant la charge de directeur des programmes de maîtrise et de doctorat en sciences forestières. Depuis l'an 2000, il porte un intérêt tout particulier à la Forêt Montmorency. Avec ses 412 km2, c'est la plus grande forêt au monde consacrée à l’enseignement et à la recherche.
En 2004, il organisa le plus grand congrès annuel de chercheurs en ornithologie en Amérique du Nord, le congrès de l'American Ornithological Society. Ce congrès eut lieu à Québec sous les auspices de l'Université Laval et réunissait pour l'occasion la Société des Ornithologues du Canada (en) à sa consœur américaine.
Il est également membre des groupes de recherche suivants :
- Centre d'étude de la forêt (CEF-ULAVAL) ;
- Chaire de recherche industrielle du Conseil de recherches en sciences naturelles et en génie du Canada (CRSNG) en aménagement des tourbières ;
- Groupe de recherche en écologie des tourbières (GRET)[14].

De 2003 à 2006, il a dirigé le Centre de Recherche en Biologie Forestière (CRBF). Fondé en 1985, le CRBF fusionna en 2006 avec le Groupe de Recherche en Écologie Forestière interuniversitaire (GREFi) pour donner naissance au Centre d'étude de la forêt, regroupant quelque 60 chercheurs dans 11 universités du Québec.
Il a été membre du conseil scientifique de Bird Studies Canada (en français, Études d'oiseaux Canada) (1997-1999), du conseil d’administration de la Société des ornithologues du Canada (1997-2001) et du North American Board of Governors de la Society for Conservation Biology (2001-2004). Il est membre depuis 2003 du comité scientifique de l'Observatoire d'oiseaux de Tadoussac, un organisme sans but lucratif relié à Explos-Nature dévoué à connaître les tendances de populations d'oiseaux qui vivent et transitent par le Québec. 

### Espèces étudiées
Parmi les espèces d'oiseaux qu'il étudia, on retrouve le merle noir, l'oie des neiges, la mésange à tête noire, la mésange à tête brune, l'accenteur alpin, le bruant à gorge blanche, la grive de Bicknell, la paruline couronnée, le grand pic. Chez les mammifères, ses recherches ont porté plus particulièrement sur la martre d'Amérique (Martes americana) et le Polatouche de Sibérie.

### Livres
- André Desrochers, Repenser la conservation de l’environnement, Québec, Presses de l'Université Laval, 2022, 268 pages

#### Chapitres de livre
- Rochefort, L., Desrochers, A., Graf, M., Lavoie, C., Poulin, M., Price, J., Strack, M. et Waddington, M. (2011) Northern peatlands. (chap. 9) In Wetland Habitats of North America: Ecology and Conservation Concerns. (Batzer, D.P. et Baldwin, A.H., Eds.) Berkeley, CA, États-Unis, University of California Press
- Desrochers, A. (2009) Aménagement des habitats de la faune. (Chap. 18) In Manuel de foresterie, 2e éd. (Ordre des ingénieurs forestiers du Québec, Éds.) Québec, Éditions MultiMondes, p. 771-798
- Desrochers, A. et Belisle, M. (2007) Edge, patch and landscape effects on chickadee movements. (Chap. 15) In Ecology and Behavior of Chickadees and Titmice: an integrated approach. (Otter, K.A., Eds.) New York, USA, Oxford University Press, pages 243-261

- Desrochers, A., Otter, K.A., Belisle, M. et Olson, J.R. (2007) Landscape ecology, behavior, and conservation issues. (Chap. Synopsis IV) In Ecology and Behavior of Chickadees and Titmice: an integrated approach. (Otter, K.A., Eds.) New York, USA, Oxford University Press, pages 293-298
- Desrochers, A. et van Duinen, G.A. (2006) Peatland fauna. (Chap. 5) In Boreal Peatland Ecosystems. (Wieder, R.K. et Vitt, D.H., Éds.) Berlin, Germany, Springer-Verlag, pages 67-100
- Desrochers, A. (2003) Bridging the gap: Linking individual bird movement and territory establishment rules with patterns of distribution in fragmented forests. (chap. 5) In Animal Behavior and Wildlife Conservation. (Festa-Bianchet, M. et Apollonio, M., Eds.) Washington, DC, USA, Island Press, pages 63-76
- Desrochers, A. (2001) Les oiseaux: diversité et répartition. (Chap. 6) In Écologie des tourbières du Québec-Labrador (Payette, S. et Rochefort, L., Éds.) Québec, Canada, Les Presses de l'université Laval, pages 159-173
- Desrochers, A. et Huot, J. (1996) Conséquences des mesures actuelles relatives à la conservation de la faune forestière au Québec. In L'utilisation durable des forêts québécoises: de l'exploitation à la protection. (Cantin, D. et Potvin, C., Eds.) Québec, Canada, Les Presses de l'université Laval, pages 145-153
- Desrochers, A. et Magrath, R.D. (1996) Divorce in the European Blackbird: seeking greener pastures? (Chap. 9) In Partnerships in birds: The study of monogamy. (Black, J.M., Eds.) New York, USA, Oxford University Press, pages 177-191
- Desrochers, A., Haddad, S., Savard, J.-P.L. et Calme, S. (1996) Impact de l'exploitation des tourbières sur l'avifaune. In La restauration des tourbières exploitées: le développement d'une stratégie intégrée au Québec. (Rochefort, L. et Quinty, F., Eds.) Sainte-Foy, Québec, Canada, université Laval, pages 37-51

- Desrochers, A., Calme, S., Savard, J.-P.L. et Haddad, S. (1996) Les patrons de distribution des oiseaux des tourbières du Québec méridional. In La restauration des tourbières exploitées: le développement d'une stratégie intégrée au Québec. (Rochefort, L. et Quinty, F., Éds.) Sainte-Foy, Québec, Canada, université Laval, pages 51-55
- Haddad, S. et Desrochers, A. (1995) Impact de l'exploitation des tourbières sur l'avifaune des sites naturels avoisinants. In La restauration des tourbières exploitées: le développement d'une stratégie intégrée au Québec. (Rochefort, L. et Quinty, F., Eds.) Sainte-Foy, QC, Canada, université Laval, pages 19-23

- Calme, S. et Desrochers, A. (1995) Les patrons de distribution des oiseaux des tourbières du Québec méridional. In La restauration des tourbières exploitées: le développement d'une stratégie intégrée au Québec. (Rochefort, L. et Quinty, F., Eds.) Québec, Canada, université Laval, pages 23-27
- Desrochers, A. (1995) Mésange à tête brune. In Les oiseaux nicheurs du Québec: Atlas des oiseaux nicheurs du Québec méridional. (Gauthier, J. et Aubry, Y., Éds.) Montréal, Canada, Association québécoise des groupes d'ornithologues, Société québécoise de protection des oiseaux, Service canadien de la faune, Environnement Canada, pages 738-739
- Desrochers, A. (1995) Mésange à tête noire. In Les oiseaux nicheurs du Québec: Atlas des oiseaux nicheurs du Québec méridional. (Gauthier, J. et Aubry, Y., Éds.) Montréal, Canada, Association québécoise des groupes d'ornithologues, Société québécoise de protection des oiseaux, Service canadien de la faune, Environnement Canada, pages 734-737
- Desrochers, A. et Brodeur, J. (1994) Impact des variations naturelles et artificielles des caractéristiques de tourbières sur les populations d'oiseaux et d'arthropodes. In La restauration des tourbières exploitées: le développement d'une stratégie intégrée au Québec. (Rochefort, L. et Quinty, F., Eds.) Sainte-Foy, Québec, Canada, université Laval, pages 15-34

### Articles publiés dans des actes de colloque
- Falardeau, G., Savard, J.-P.L. et Desrochers, A. (2000) Strip-cutting: nest success and bird response to strip regrowth. In Ecology and conservation of forest birds. Fredericton, N.B., Canada. (Diamond, A. W. et Nettleship, D. N., Eds.) Society of Canadian Ornithologists, pages 115-125
- Desrochers, A., Lavoie, C., Pellerin, S. et Poulin, M. (2000) Bog conservation: a canadian perspective. In 11th International Peat Congress. Québec, QC, Canada. (Rochefort, L. et Daigle, J. -Y., Eds.) International Peat Society, p. 1027-1033

- Lavoie, C. et Desrochers, A. (2000) Scientific tools for peatland conservation. In 11th International Peat Congress. Québec, QC, Canada
- Desrochers, A., Hannon, S.J., Belisle, M. et St. Clair, C.C. (1999) Movement of songbirds in fragmented forests: Can we "scale up" from behaviour to explain occupancy patterns in the landscape? In Proceedings of the 22nd International Ornithological Congress, Durban. Johannesburg. (Adams, N. J. et Slotow, R. H., Eds.) BirdLife South Africa, pages 2447-2464
- Savard, J.-P.L. et Desrochers, A. (1997) Diversité faunique dans les tourbières du Québec méridional. In Compte rendu du onzième atelier sur la petite faune. Duchesnay, QC, Canada. (Desrosiers, A., Eds.) Gouvernement du Québec, ministère de l'environnement et de la faune, pages 82-92
- Desrochers, A. (1996) Action locale, pensée globale et biodiversité. In L'Être humain, l'animal et l'environnement: dimensions éthiques et juridiques. Montréal, Québec, Canada. (Leroux, T. et Létourneau, L., Éds.) Éditions Thémis, pages 431-437

- Desrochers, A. (1996) Placer les milieux humides dans un contexte écologique régional : le cas des tourbières. In États généraux du paysage. Québec, QC, Canada. (Anonyme, Eds.) Association de corps professionnels québécois, p. 64

## Autres activités
Depuis plusieurs années (2013-2021), il est vice-président du Regroupement QuébecOiseaux et membre de son conseil d'administration, un organisme sans but lucratif autrefois connu sous le nom d'« Association québécoise des groupes d'ornithologues », dont le but est de « […] promouvoir l’étude des oiseaux et veiller à leur protection et à celle de leurs habitats » tout en cherchant à faire apprécier le domaine de l'ornithologie à titre de loisir au Québec. Il est également responsable du comité ÉPOQ-eBird.
Il a fait partie durant les années 1990 de la dizaine de bénévoles qui ont donné naissance à la Fondation pour la protection du patrimoine naturel, un organisme de la région de Québec dont l'une des principales réalisations fut la création du Parc des Hauts-Fonds à Saint-Augustin-de-Desmaures.
Depuis cinq ans (2015-2020), il est responsable du recensement des oiseaux de Noël de la ville de Québec. Cette activité s’inscrit dans le recensement des oiseaux de Noël de la Société Audubon, une institution vieille de plus de 100 ans, parrainée au Canada par Études d'oiseaux Canada. Il est membre du Club des ornithologues de Québec depuis 1978.
En mai 2019, il créa le site web Tendances Ornithologiques du Québec mis en ligne le mois suivant. Le site présente pour chaque saison un bilan des observations des espèces d'oiseaux observées dans chacune des régions du Québec provenant des divers clubs d'ornithologues amateurs.
En plus de présenter des conférences à l'occasion, André Desrochers continue d'informer le public de ses observations sur l’ornithologie québécoise à travers ses opinions et analyses en tenant un blogue sur le portail d’eBird Québec. 

### Militantisme
Écologiste militant, André Desrochers a œuvré pour l’Union québécoise pour la conservation de la nature (maintenant Nature Québec). Il en fut vice-président de 1993 à 1997, et président intérimaire en 1993 de même que le responsable de la commission Biodiversité. De plus, il a présidé Stratégies Saint-Laurent en 1993-94. Il a œuvré au sein du groupe de travail (task force) du cabinet de l’ancienne ministre fédérale de l'environnement, Sheila Copps dont le but était de formuler ce qui est devenu la loi fédérale sur les espèces en péril. 
Dans la blogosphère, il se signale par ses propos controversés. Ainsi en est-il par exemple de sa prise de position dans le débat sur le réchauffement climatique joignant les rangs de ceux qui tiennent à nuancer leur réflexion sur le sujet,.
Humaniste avoué, André Desrochers fait une promotion active de la méthode scientifique et s'inscrit en faux contre l’alarmisme et la misanthropie qui dominent le discours environnementaliste actuel,.